# Софійська котловина
42°47′00″ пн. ш. 23°16′00″ сх. д. / 42.783333333333° пн. ш. 23.266666666667° сх. д.
Софійська котловина або Софійське поле — котловина у західній частині Болгарії, найбільша з Підбалканських котловинин.

## Географічне положення, межі, територія
Софійська котловина  розташована між гірськими ділянками  Балканських гір Чепин, Малою горою, Софійською горою і Мургашем півночі і північному  сході, горами Віскяр, Люлін і Вітоша на південному заході, Лозенською горою (частина Іхтиманських Середніх гір) на півдні і горою Вакарелською і пагорбом Белиця (частини Іхтиманських Середніх гір) на південному сході.  На заході вододіл між річками Сливницькою і Габерською і Алдомирівською височиною відокремлює її від котловини Бурелської, а на сході низький Негушевський кряж відділяє її від невеликої Саранської котловини.
В описаних межах, площа долини становить 1180 км 2 і є найбільшою з усіх підбалканських котловин в Болгарії. Її довжина становить 75 км з північнного заходу на південний схід, а її ширина коливається від 5 до 20 км. Середня висота - 550 м. Долина має горбисте підніжжя і широку рівнинну частину - Софійське поле, де підносяться низькі пагорби - Лозенець, Редута, Баба та інші. Підніжжя котловини піднімається до 700 м висоти над рівнем моря  і краще виражене на заході від річки Іскир. 

## Геологія
Дно котловини складено верхньосенонськими пірокластами та пліоценовими піщано-глинистими седиментами, вкритими делювіальними та наносними конусами. Поле наповнене плиоценовими пісками і глинами, вкритими товстими наносами річок, і в багатьох місцях заболочені. Морфологічне формування Софійської котловини пов'язане з розвитком Софійської грабенової структури, обмеженої  північними і південними просіданнями. У пліоцені та четвертинному періоді піддалася диференційованим негативним рухам, коли потік річки Іскир був перекритий і вся сучасна  Софійська котловина була перетворена на велике озеро. Це доводять глина та піщані ґрунти, що вкривають майже всю котловину. Озеро зникло після того, як річка прорвалася через Старі Планини та створила своє нинішнє русло. Внаслідок тривалого існування озера на дні вже осушеної котловини накопичилися дебелі седименти  від 200 до 800 м.  Північна межа Старих Планин побудована з палеозойських сланців, тріасових і юрських пісковиків, вапняків і конгломератів, обезлісена та еродована.  Південна межа складається  переважно з верхньокрейдових пірокластитів на заході від Іскиру та триасових пісковиків і конгломератів на схід від річки.

## Клімат і води
Клімат у долині помірно-континентальний з частими температурними інверсіями то феновими вітрами. Середньорічна температура повітря 9-10   °C, при середній температурі січня — близько -2 °C і в середньолипневою близько 20 °C. Середньорічна кількість опадів 550 - 560 мм.
Котловина відводнюється протікаючєю з півдня на північ річкою Іскир та її притоками  Перловська річка, Владайська (з річкою Суходолська), Блато (з річкою Сливницька) та рікою Лесновська (з Єлешницею і річкою Макоцевською). Через малу кількість опадів і плоский рельєф річковий потік невеликий - 30 - 60 мм.
Софійська котловина багата мінеральними джерелами - Княжево, Горішня Баня, Панчарево, Банкя, Софія та інші.  Ці джерела, як і той факт, що вся територія схильна до різних сейсмічних коливань, обумовлена розломним характером котловини.  Є також велика кількість озер то болот.  Протягом багатьох років вона були джерелом будівельних матеріалів (пісок, гравій) для Софії.  У минулому зарибленням чи природним шляхом там були заселенні цінні види, такі як короп, товстолоб, судак, щука.  Береги рясніють очеретом і рогозом.  Внаслідок інтенсивного заростання та заболочення більш дрібних озер в районі Враждебна та Дольшній Богров вони стали недоступними для риболовлі.  Дно озер є каменисто-піщане, покрите товстим шаром бруду. 

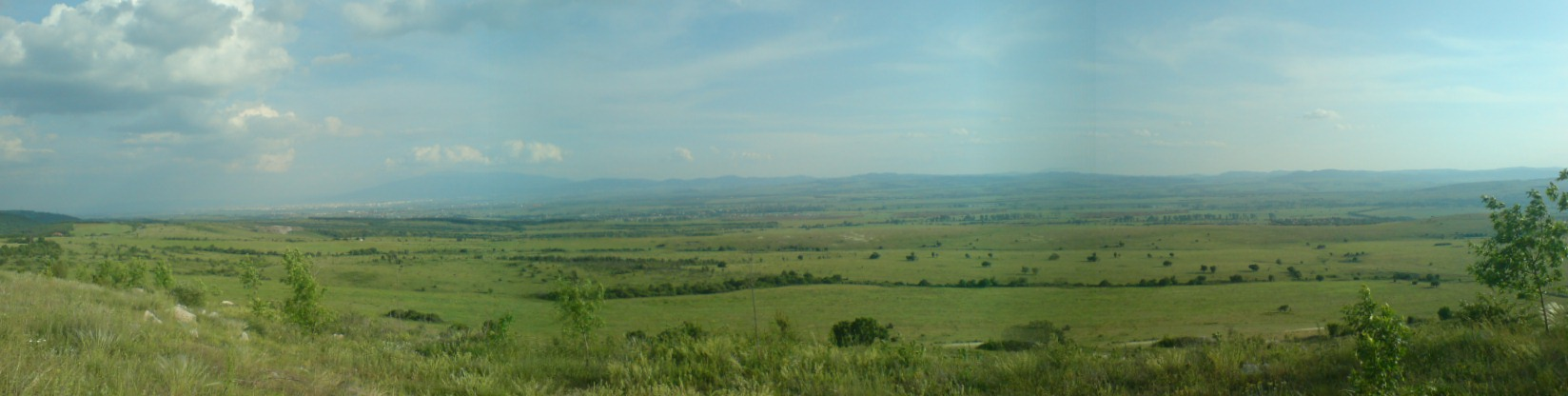
Панорама Софійського поля з Ломського шосе. Можна бачити село Петирч, частина Костинброда, гори Вітоша, Люлін та околиці кварталу "Люлін" Софії.

## Корисні  копалини, ґрунти, флора і фауна
У Софійській котловині є родовища бурого вугілля — Софійський вугільний басейн, який розташований поблизу селищ Балша та Китина і міста Елин Пелин. Родовища пліоценового періоду і розташовані на різних глибинах - від 100 до 350 - 500 метрів. Вугілля низькокалорійне - близько 1600 ккал/кг робочого палива та не експлуатується.  Частиною Софійського вугільного басейну є також родовище бурого вугілля на території села Храбирсько - Храбирський вугільна ділянка вугілля, яка експлуатується.
Ґрунти в котловині переважно чорноземно смоляні, особливо в нижньому котловинному дні, алювіально-лукові у долині ріки та коричневі лісові на периферійних, вищих частинах.
На рослинність і тваринний світ сильно впливає  людина через його діяльність.  Велику частину долини займають ріллі, поблизу населених пунктів - городи та фруктові сади, а у вищих периферійних частинах - пасовища.

## Поселення
У південній центральній частині долини розташована столиця Болгарії Софія, на заході - міста Сливниця, Костинброд, Божуриште, Банкя і Новий Іскир, а на сході - міста Елин Пелин та Бухово.  Є також десятки сіл, деякі з яких мають досить велике населення, більшість  якого працює в столиці.

## Транспорт
Софійську котловину перетинає кілька важливих транспортних маршрутів - доріг Державної автомобільної мережі та залізничні лінії:
- У північно-східній, південно-східній і південній частині долини проходять початкові ділянки автомагістралей "Хемус", "Тракія" і "Люлин".
- З північного сходу на південний захід, від с. Єлешниця до села Владая, протягом 48,9 км проходить ділянка першокласної дороги № 1 Видин -  Софія - КПП "Кулата".
- З заходу на схід, від с. Владая до с. Горішня Малина, протягом 55,4 км проходить ділянка дороги першого класу № 6 "Гюєшево" - Софія - Карлово - Бургас.
- З північного заходу на південний схід, від Драгомана до села Новий Хан, протягом 83,8 км проходить ділянка першокласної дороги № 8 прикордонний пункт "Калотина" -  Софія - Пловдив - КПП  "Капітан Андреєво".
- Навколо Софії, протягом 61,8 км —  дорогу другого класу № 18.
- У північній частині долини, в районі міста Новий Іскир, протягом 7,4 км - ділянка дороги другого класу № 16 Ребирково - Своге - Новий Іскир.
- У північній частині, від Волуяка до Драговиштиці, протягом 12,5 км - ділянка дороги другого класу № 81 Софія - Монтана - Лом.
- У східній частині, між селами Єлешниця і Новий Хан, протягом 17,4 км - ділянка третьокласної дороги № 105 Єлешниця - Елин Пелин - Новий Хан.
- У південній частині,від села Златуша до міста Божуриште, протягом 18,6 кілометрів - ділянка дороги третього класу № 638 Брезник - Божуриште.
- У південній частині, від Софії до міста Банкя, протягом 8 км - ділянка дороги третього класу № 802 Софія - Банкя - Перник.
- На північному заході, від с. Беладіє Хан до с. Гургулят, протягом 23,6 км - ділянка дороги третього класу № 811 Беладіє Хан - Сливниця - Брезник.

Через Софійську котловину проходить частина маршрутів чотирьох важливих залізничних ліній:
- З північного заходу на південний схід - пункт пропуску "Калотина" - Софія - Пловдів - пункт пропуску "Капітан Андреєво".
- У південній частині -  Софія - Благоєвград - пункт пропуску "Кулата".
- У східній частині - Софія - Карлово - Бургас.
- У північній частині - Софія - Горішня Оряховиця - Русе і Варна.

## Топографічна карта
- Аркуш карти K-34-46. Масштаб: 1 : 100 000. (рос.) Зазначити дату випуску/стану місцевості.
- Аркуш карти K-34-47. Масштаб: 1 : 100 000. (рос.) Зазначити дату випуску/стану місцевості.
- Аркуш карти K-34-48. Масштаб: 1 : 100 000. (рос.) Зазначити дату випуску/стану місцевості.
- Аркуш карти K- Перник. Масштаб: 1 : 100 000. (болг.)
- Аркуш карти K-34-60. Масштаб: 1 : 100 000. (рос.) Зазначити дату випуску/стану місцевості.